# Mi marciano favorito

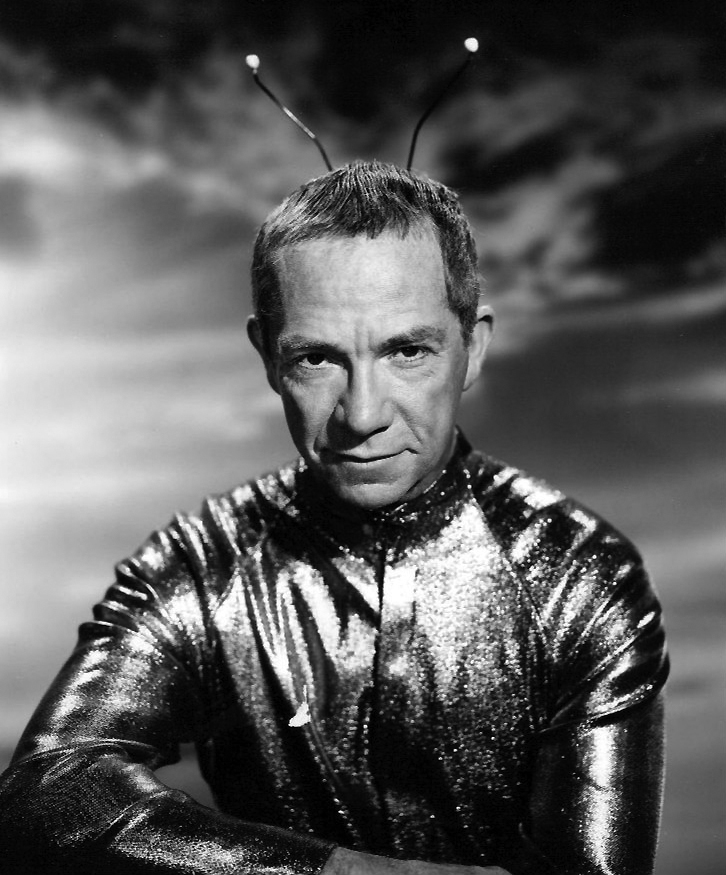
Ray Walston como «el marciano», en Mi marciano favorito en 1963.

Mi marciano favorito (My Favorite Martian) es una serie de televisión estadounidense, una comedia emitida por la red televisiva CBS, desde el 29 de septiembre de 1963 hasta el 1 de mayo de 1966, con un total de 107 episodios, 75 de los cuales fueron emitidos en blanco y negro (1963-1965) y 32 en color (1965-1966). Producida por Jack Chertok, coprotagonizada por Ray Walston como «el marciano» llamado "Tío Martín" (en inglés Uncle Martin) y Bill Bixby en el papel del periodista Tim O'Hara.
En España se emitió en 1968 por TVE y en Latinoamérica desde 1964 en adelante, en Perú por América TV y en Costa Rica por Repretel, con doblaje mexicano en los 60, y principios de los 80. La serie, que fue una de las más populares en Estados Unidos, catapultó a la fama a Bill Bixby, que más tarde protagonizaría otras series exitosas, incluindo Buscando novia a papá (1969-1972), El increíble Hulk (1977-1982).

## Argumento

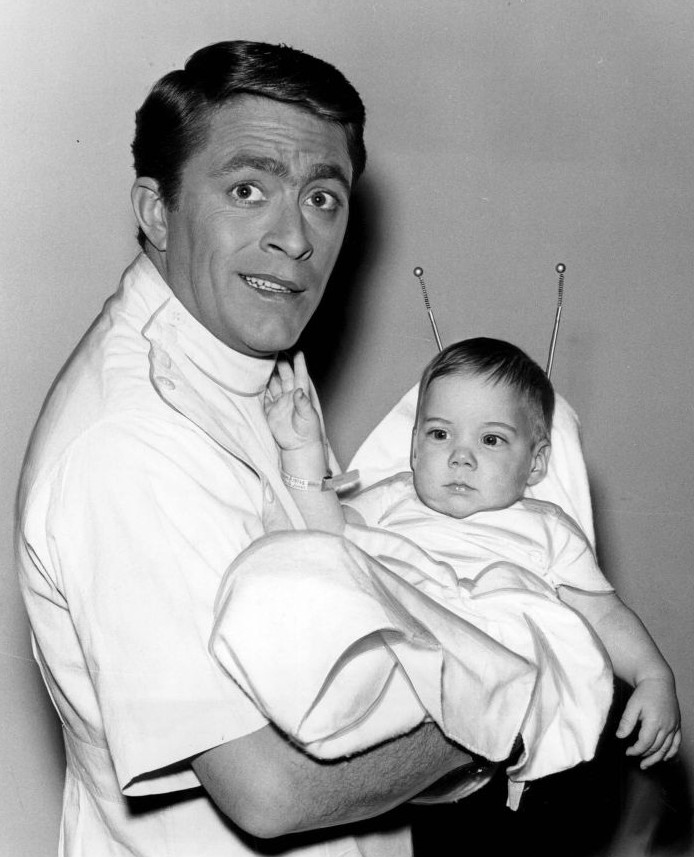
Bill Bixby, como Tim O'Hara en Mi marciano favorito en 1965.

Tim O'Hara (Bill Bixby) es un periodista que trabaja en Los Angeles Sun, un día se dirige a cubrir un reportaje sobre unas pruebas que realizará un avión militar experimental, en una base militar de la Fuerza Aérea de los Estados Unidos, el piloto de tal avión informa a sus superiores que ha visto un OVNI, pero nadie le cree. De vuelta a casa, y sin saber nada sobre el tema, Tim ve que un objeto caído del cielo se estrella no muy lejos de él, cuando se acerca a investigar, el periodista descubre a un marciano (Ray Walston) que le anuncia que es un antropólogo del planeta Marte que ha tenido un accidente al tratar de evitar chocar contra un avión de pruebas. En un primer momento, la intención de Tim es revelar al mundo este suceso, el marciano lo convence de que sería un error hacerlo, pues nadie le creería, entraría en problemas con su gobierno, y su carrera como periodista llegaría a su fin. Es así como el marciano se traslada a vivir a casa de Tim, quien  miente a todo el mundo diciendo que se trata de su « tío Martin ». Lo que no dice es que su nuevo compañero de piso tiene algunos poderes, puede levitar, hacerse invisible, mover objetos sin tocarlos, comunicarse a distancia con Tim, hablar con animales y asomar dos antenas detrás de su cabeza...

## Elenco

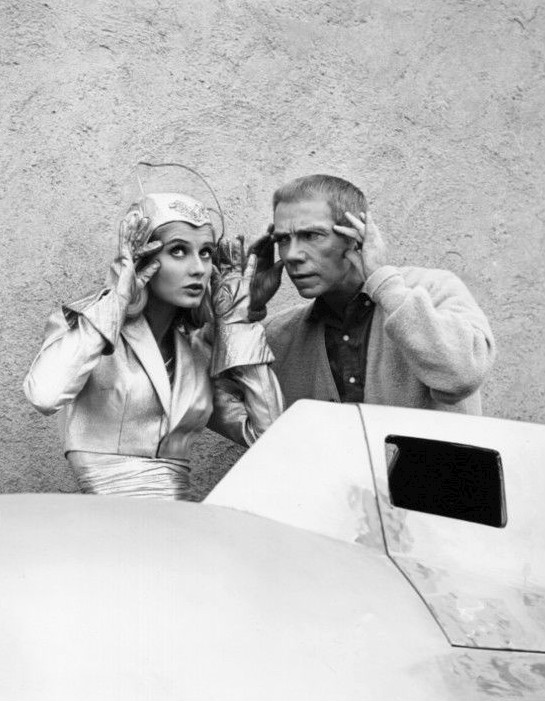
Ray Walston con Jill Ireland como una cosmonauta, en un episodio de 1965

- Ray Walston ... Tío Martin, «el marciano».
- Bill Bixby ... Tim O'Hara
- Pamela Britton ... La Sra. Lorelei Brown  (la casera, entrometida y boba)
- J. Pat O’Malley ... El  Sr. Harry Burns   (jefe de la oficina de Tim)
- Alan Hewitt ... El detective  Bill Brennan
- Roy Engel ... El capitán de la policía  (sin nombre)

### Actuaciones ocasionales
- Hal Baylor ... Rojo (ladrón) / Guardia de vigilancia / Harold _ (en episodios distintos)
- Harry Lauter ... El detective Smithers / Capitán de Policía / Marvin /  John _ (en episodios distintos)
- Lee Krieger ... Policía / Ted / Oficial  Walker / Controlador de radar _ (en episodios distintos)
- Arthur Peterson ... Doctor
- Stan Ross ... La voz de la radio

## Película
Donald Petrie dirigió la versión cinematográfica en 1999, la cual estuvo protagonizada por Christopher Lloyd, Jeff Daniels, Daryl Hannah y Elizabeth Hurley. Los dos primeros interpretaban, respectivamente, a un marciano y a un humano que trababan amistad tras la llegada a la Tierra del primero. 
El propio Ray Walston, quien fuera el marciano llegado a la Tierra en la serie, hizo un cameo como Armitan (anagrama de martian, es decir, marciano). El personaje del doctor Coli menciona el incidente marciano de 1963, en alusión a la serie, algo que el personaje de Walston replica.